# Sandra Harding
Sandra G. Harding (29 de março de 1935 – 5 de março de 2025) foi uma filósofa americana de teoria feminista e pós-colonial, epistemologia, metodologia de pesquisa e filosofia da ciência, que dirigiu o Centro de Estudos da Mulher da UCLA de 1996 a 2000, e coeditou a revista Signs: Journal of Women in Culture and Society de 2000 a 2005. Até seu falecimento, era Professora Emérita Distinta de Educação e Estudos de Gênero na UCLA e Professora Afiliada Distinta de Filosofia na Universidade Estadual de Michigan. Em 2013, recebeu o Prêmio John Desmond Bernal da Sociedade para os Estudos Sociais da Ciência (4S).

## Educação e carreira
Sandra Harding recebeu seu diploma de graduação no Douglass College da Universidade Rutgers em 1956. Após 12 anos trabalhando como pesquisadora jurídica, editora e professora de matemática da quinta série em Nova York e Poughkeepsie, N.Y., retornou à pós-graduação e obteve seu doutorado pelo Departamento de Filosofia da Universidade de Nova York em 1973.
O primeiro trabalho de ensino universitário de Harding foi no Allen Center da Universidade Estadual de Nova York em Albany, uma faculdade experimental de ciências sociais críticas que foi "desfundada" pelo estado de Nova York em 1976. Em seguida, ingressou no Departamento de Filosofia da Universidade de Delaware, com uma nomeação conjunta para o Programa de Estudos da Mulher. Foi promovida a Professora Associada em 1979 e a Professora Titular em 1986. De 1981 até sua saída de Delaware em 1996, ocupou uma Nomeação Conjunta no Departamento de Sociologia. Foi Diretora do Programa de Estudos da Mulher em Delaware de 1985 a 1991 e de 1992 a 1993.
De 1994 a 1996, foi Professora Adjunta de Filosofia e Estudos da Mulher na UCLA em regime de meio período. Em 1996, foi nomeada Diretora do Centro de Estudos da Mulher da UCLA, que é um instituto de pesquisa. Ocupou essa posição até 2000. Enquanto isso, desde 1996, foi Professora no Departamento de Pós-Graduação em Educação e no Departamento de Estudos de Gênero da UCLA. Em 2012, foi nomeada Professora Distinta de Educação e Estudos de Gênero. De 2000 a 2005, também foi coeditora da revista Signs: Journal of Women in Culture and Society.
Harding ocupou cargos de Professora Visitante na Universidade de Amsterdã (1987), Universidade da Costa Rica (1990), Instituto Federal Suíço de Tecnologia de Zurique (ETH) (1987) e Instituto Asiático de Tecnologia, Bangkok (1994). Em 2011, foi nomeada Professora Afiliada Distinta no Departamento de Filosofia da Universidade Estadual de Michigan, East Lansing.
Atuou como consultora para várias organizações das Nações Unidas, incluindo a Comissão de Ciência e Tecnologia para o Desenvolvimento da ONU, a Organização Pan-Americana da Saúde, a UNESCO e o Fundo de Desenvolvimento das Nações Unidas para a Mulher. Foi convidada a coeditar um capítulo do Relatório Mundial de Ciência da UNESCO de 1996 sobre "A Dimensão de Gênero da Ciência e Tecnologia". Esta análise de 56 páginas foi a primeira tentativa de trazer questões de gênero em ciência e tecnologia para um contexto global tão prestigioso. Foi convidada a contribuir com um capítulo para o Relatório Mundial de Ciência Social da UNESCO de 2010 sobre "Metodologias e Epistemologias do Ponto de Vista: uma Lógica de Investigação Científica para as Pessoas".
Harding atuou nos conselhos editoriais de numerosas revistas nas áreas de filosofia, estudos da mulher, estudos da ciência, metodologia de pesquisa social e filosofia africana. A Phi Beta Kappa a selecionou como palestrante nacional em 2007. Lecionou em mais de 300 faculdades, universidades e conferências na América do Norte, bem como na América Central, Europa, África e Ásia. Seus livros, ensaios e capítulos de livros foram traduzidos para dezenas de idiomas e reimpressos em centenas de antologias.

## Pesquisa e crítica
Harding desenvolveu o padrão de pesquisa da "objetividade forte" e contribuiu para a articulação da metodologia do ponto de vista. Esse tipo de processo de pesquisa parte de questões que surgem na vida cotidiana de pessoas em grupos oprimidos. Para responder a tais questões, ela "estuda para cima", examinando os princípios, práticas e culturas das instituições dominantes, de cujo projeto e gestão os grupos oprimidos foram excluídos. Ela também contribuiu para o desenvolvimento de estudos feministas, antirracistas, multiculturais e pós-coloniais das ciências naturais e sociais, questionando até que ponto paradigmas como o empirismo feminista são úteis para promover os objetivos da investigação feminista. Foi autora ou editora de muitos livros e ensaios sobre esses tópicos e foi uma das fundadoras do campo da epistemologia feminista. Este trabalho tem sido influente nas ciências sociais e nos estudos de mulheres/gênero em todas as disciplinas. Ajudou a criar novos tipos de discussões sobre como melhor reconectar a pesquisa científica a objetivos pró-democráticos. Em seu livro de 1986 The Science Question in Feminism (A Questão da Ciência no Feminismo), Harding abordou a onipresença de metáforas de estupro e tortura para o método científico nos escritos de Francis Bacon e outros. No livro, ela questionou por que não seria tão esclarecedor e honesto referir-se às leis de Newton como "manual de estupro de Newton" em vez de "mecânica newtoniana". Harding posteriormente disse que se arrependeu da declaração. Esta declaração, entre outras, fez com que o trabalho de Harding se tornasse controverso em certos círculos acadêmicos. Durante as Guerras da Ciência, um debate sobre a neutralidade de valores das ciências nos anos 1990, seu trabalho se tornou um alvo principal de críticos das abordagens feministas e sociológicas.
Ela foi criticada pelos matemáticos Michael Sullivan, Mary Gray, e Lenore Blum, e pela historiadora da ciência Ann Hibner Koblitz. O historiador Garrett G. Fagan a critica por endossar acriticamente a pseudo-história afrocêntrica. Seu ensaio "Science is 'Good to Think With'" (A Ciência é 'Boa para Pensar') foi o artigo principal na edição da revista Social Text que também incluiu o Caso Sokal, que focou em seu trabalho entre outros. Seu trabalho também foi um alvo principal do livro Higher Superstition de Paul Gross e Norman Levitt.

## Morte
Harding morreu em 5 de março de 2025, aos 89 anos.

## Prêmios, honras e bolsas
- 2013. Recebeu o Prêmio John Desmond Bernal da Sociedade para os Estudos Sociais da Ciência (4S).[1]
- 2012. Nomeada Professora Distinta de Educação e Estudos de Gênero. UCLA
- 2011. Nomeada Professora Afiliada Distinta de Filosofia, Universidade Estadual de Michigan, East Lansing
- 2009. Recebeu o Prêmio da Associação Americana de Pesquisa em Educação (AERA) por Contribuições Distintas para a Equidade de Gênero na Pesquisa Educacional.
- 2007–08. Nomeada Palestrante Nacional da Phi Beta Kappa.
- 2007. Recebeu Filiação à Sociedade Douglass (College).
- 2000–05 Coeditora da revista Signs: Journal of Women in Culture and Society.
- 1990 Mulher Filósofa do Ano, Divisão Oriental da Sociedade para Mulheres na Filosofia.
- 1989. Eleita para membros da Sigma Xi.

## Obras selecionadas

### Livros
- The Science Question in Feminism (A Questão da Ciência no Feminismo), 1986.
- Whose Science? Whose Knowledge?: Thinking from Women's Lives (Ciência de Quem? Conhecimento de Quem?: Pensando a partir das Vidas das Mulheres), 1991.
- Is Science Multicultural? Postcolonialisms, Feminisms, and Epistemologies (A Ciência é Multicultural? Pós-colonialismos, Feminismos e Epistemologias), 1998.
- Science and Social Inequality: Feminist and Postcolonial Issues (Ciência e Desigualdade Social: Questões Feministas e Pós-coloniais), 2006.
- Sciences From Below: Feminisms, Postcolonialities, and Modernities (Ciências de Baixo: Feminismos, Pós-colonialidades e Modernidades), 2008.
- Objectivity and Diversity: Another Logic of Scientific Research (Objetividade e Diversidade: Outra Lógica da Pesquisa Científica), 2015.

### Artigos
- 1973. "Feminism: Reform or Revolution?" (Feminismo: Reforma ou Revolução?) Philosophical Forum (Boston) 5, 271–284
- 1979. "The Social Function of the Empiricist Conception of Mind," (A Função Social da Concepção Empirista da Mente) Metaphilosophy 10 (Jan 1), 38–47
- 1979. "Is the Equality of Opportunity Principle Democratic?" (O Princípio da Igualdade de Oportunidades é Democrático?) Philosophical Forum (Boston) 10 (Dec 1), 206–22
- 1982. "Is Gender a Variable in Conceptions of Rationality: A Survey of Issues," (O Gênero é uma Variável nas Concepções de Racionalidade: Uma Pesquisa de Questões) Dialectica, 36 (Jan 1): 225–42
- 1983. "Why Has the Sex/Gender System Become Visible Only Now," (Por Que o Sistema Sexo/Gênero Só Se Tornou Visível Agora) in Discovering Reality, ed. Sandra Harding and Merrill Hintikka
- 1987. "The Method Question," (A Questão do Método) Hypatia: A Journal of Feminist Philosophy 2, 19–35
- 1987. "The Curious Coincidence of Feminine and African Moralities," (A Curiosa Coincidência das Moralidades Femininas e Africanas) Women and Moral Theory, ed. Eva Feder Kittay and Diana Meyers
- 1990. "Starting Thought From Women's Lives: Eight Resources for Maximizing Objectivity," (Iniciando o Pensamento a partir das Vidas das Mulheres: Oito Recursos para Maximizar a Objetividade) Journal of Social Philosophy 21(2–3), 140–49
- 1990. "Feminism, Science, and the Anti-Enlightenment Critiques," (Feminismo, Ciência e as Críticas Anti-Iluministas) in Feminism/Postmodernism, ed. Linda Nicholson, 83–106
- 1992. "After Eurocentrism? Challenges for the Philosophy of Science," (Depois do Eurocentrismo? Desafios para a Filosofia da Ciência) PSA 1992 Vol. 2, 311–319
- 1993. "Rethinking Standpoint Epistemology: What Is 'Strong Objectivity'?" (Repensando a Epistemologia do Ponto de Vista: O Que é 'Objetividade Forte'?) in Feminist Epistemologies, ed. Linda Alcoff and Elizabeth Potter
- 1995. "'Strong Objectivity': A Response to the New Objectivity Question," ('Objetividade Forte': Uma Resposta à Nova Questão da Objetividade) Synthese, Vol. 104, No. 3, pp. 331–349
- 1998. "Women, Science, and Society," (Mulheres, Ciência e Sociedade) Science, New Series, Vol. 281, No. 5383 (Sep 11 1998), 1599–1600
- 2002. "Must the Advance of Science Advance Global Inequality?" (O Avanço da Ciência Deve Avançar a Desigualdade Global?) International Studies Review, Vol. 4, No. 2 (Summer), 87–105
- 2003. "How Standpoint Methodology Informs Philosophy of Social Science," (Como a Metodologia do Ponto de Vista Informa a Filosofia da Ciência Social) in Blackwell Guide to the Philosophy of the Social Sciences
- 2004. "A Socially Relevant Philosophy of Science? Resources from Standpoint Theory's Controversiality," (Uma Filosofia da Ciência Socialmente Relevante? Recursos da Controversialidade da Teoria do Ponto de Vista) Hypatia, Vol. 19, No. 1, 25–47
- 2005. "'Science and Democracy:' Replayed or Redesigned?" ('Ciência e Democracia:' Repetida ou Redesenhada?) Social Epistemology, Vol. 19, No. 1, 5–18
- 2006. "Two Influential Theories of Ignorance and Philosophy's Interests in Ignoring Them," (Duas Teorias Influentes da Ignorância e os Interesses da Filosofia em Ignorá-las) Hypatia, Vol. 21, No. 3 (Summer), 20–36
- 2007. "Modernity, Science, and Democracy," (Modernidade, Ciência e Democracia) in Social Philosophy Today, Volume 22. Philosophy Documentation Center
- 2008. "How Many Epistemologies Should Guide the Production of Scientific Knowledge?" (Quantas Epistemologias Devem Guiar a Produção do Conhecimento Científico?) Hypatia, Vol. 23, No. 4, 212–219
- 2009. "Postcolonial and Feminist Philosophies of Science and Technology," (Filosofias Pós-coloniais e Feministas da Ciência e Tecnologia) Postcolonial Studies, Vol. 12, No. 4, p. 410–429
- 2010. "Standpoint Methodologies and Epistemologies: A Logic of Scientific Inquiry for People," (Metodologias e Epistemologias do Ponto de Vista: Uma Lógica de Investigação Científica para as Pessoas) World Social Science Report 2010, 173–5
- 2012. "Objectivity and Diversity," (Objetividade e Diversidade) in Encyclopedia of Diversity in Education, ed. James Banks
- 2017. "Latin American Decolonial Studies: Feminist Issues," (Estudos Decoloniais Latino-Americanos: Questões Feministas) Feminist Studies, Vol. 43, No. 3, 624–636
- and Kathryn Norberg, 2005. "New Feminist Approaches to Social Science Methodologies: An Introduction," (Novas Abordagens Feministas para Metodologias das Ciências Sociais: Uma Introdução) Signs, Vol. 30, No. 4, 2009–15